# 艾玩天地
艾玩天地互動娛樂科技股份有限公司（Iwplay World Interactive Entertainment Technology Co., Ltd.），是台灣本土遊戲代理公司，原名艾望數位互動娛樂科技股份有限公司，2009年成立，2013年6月20日起進行集團企業整併更名為艾玩天地互動娛樂科技股份有限公司。主要業務為線上遊戲、網頁遊戲、手機遊戲之代理經營與管理、售後客服、上市推廣宣傳、通路與電子商務銷售等服務。

## 歷史
2009年
- 2009年12月，正式成立艾望數位互動娛樂科技股份有限公司。

2010年
- 2010年7月，取得北京完美世界研發首款2D飛仙回合線上遊戲《夢幻誅仙》代理權並上市推出。

2011年
- 2011年1月，取得北京完美世界授權，1月4日上市推出神幻MMORPG端遊大作《神魔Online》。
- 2011年7月，向北京完美世界取得純正暗黑風格線上遊戲《神鬼世界》台灣代理權，7月13日在台以《暗黑世界》遊戲名稱上市推出。

2012年
- 2012年3月，推出杭州初拥網絡科技有限公司所研發的哥德式華麗風格3D線上遊戲《無盡之夜》，於3月21日公測。
- 2012年9月，代理3D 可愛仙佛遊戲作品《菩薩我朋友》，9 月18 日正式公測。
- 2012年9月，取得由RunicGames開發的PC單機遊戲《火炬之光2（Torchlight2）》，並於9月20與北美同步發行。
- 2012年10月，推出首款聖鬥士聖衣神話風格線上遊戲《黃金傳說Online》，10月24日啟動公測。

2013年
- 2013年3月，取得北京完美世界神魔系列之神幻MMORPG線上遊戲《戰狼Online》之台灣代理權，3月7日展開公測。
- 2013年5月，推出北京完美世界研發神鬼經典系列冒險線上遊戲《神鬼2 Online》，5月8日正式上市。
- 2013年6月，艾望數位互動娛樂科技股份有限公司正式改名為艾玩天地互動娛樂科技股份有限公司。
- 2013年7月，取得由日本SEGA世嘉授權、完美世界自主研發3D動漫熱血線上遊戲《聖鬥士星矢Online》台灣代理權，於2013年7月11日公測。
- 2013年9月，旗下所代理《菩薩我朋友》中止營運。
- 2013年10月，旗下所代理《無盡之夜》中止營運。
- 2013年12月，首度推出由北京完美世界研發、金庸正式授權3D武俠線上遊戲《笑傲江湖Online》，12月3日展開盛大公測。

2014年
- 2014年1月，旗下代理《聖鬥士星矢Online》獲得2014GAME STAR遊戲之星國外代理線上遊戲銀獎。
- 2014年2月，代理3D動作線上遊戲《笑傲江湖Online》首次舉辦第一屆pvp類型電競比賽【一解恩仇論劍大會】。
- 2014年4月，獲得北京完美世界奇幻武俠誅仙系列線上遊戲《誅仙3》台灣代理權，4月16日在台以《誅仙EVO》名稱上市推出。
- 2014年5月，首度跨足手遊市場，代理推出Unity3D引擎所打造、神鬼系列跨平台研發的3D奇幻手遊產品《神鬼幻想》。
- 2014年5月，旗下代理3D動作線上遊戲《笑傲江湖Online》舉辦第二屆【一解恩仇論劍大會】，首度區分大俠組、女俠組、團體組賽事類型。
- 2014年8月，旗下代理《笑傲江湖Online》舉辦第三屆【一解恩仇論劍大會】，首度於大型實體場地花博爭艷館舉行電競賽事，賽事分為大俠組、女俠組。
- 2014年9月，推出北京鲸目峰娱網路科技有限公司所研發，金庸正式授權卡牌手機遊戲《降龍十八掌》，9月10日雙平台上架。
- 2014年10月，持續進軍手遊市場，與北京完美世界取得神魔系列跨平台研發作品《神魔大陸手遊版》台港澳代理權，並以《決戰神魔》遊戲名稱上市推出，10月23日雙平台上架。

2015年
- 2015年1月宣布《笑傲江湖Online》電競賽事【一解恩仇論劍大會】跨國提升為國際化比賽規格，1月10日舉辦首屆《笑傲江湖Online》世界冠軍聯賽台灣總決賽，推出八位選手為台灣區代表。
- 2015年7月，推出日本Ateam研發《UNISON聯盟》，7月20日正式上市。
- 2015年12月，推出深圳奥樂藝界計算機軟件有限公司研發《將死之日 A Few Days Left》。

2016年
- 2016年3月，推出日本Ateam 研發《激鬥猛將撞》，3月24日正式上市。

2018年
- 2018年4月，推出韓國 RAIDMOB 研發《ALAZ：天翼之戰》。
- 2018年5月，推出韓國NeoulEntertainment FourThirtyThree研發《王國5：繼承者》。

## 營運作品
- 《夢幻誅仙》(2010年7月15日)(已停止營運)
- 《神魔Online》(2011年1月4日公測)(已停止營運)
- 《暗黑世界》(2011年7月13日公測)(已停止營運)
- 《無盡之夜》(2012年3月21日公測) (已停止營運)
- 《菩薩我朋友》(2012年9月18日公測)(已停止營運)
- 《火炬之光2》(2012年9月20日公測)(已停止營運)
- 《黃金傳說Online》(2012年10月24日公測)(已停止營運)
- 《戰狼Online》(2013年3月7日公測)(已停止營運)
- 《神鬼2》(2013年5月8日公測)(已停止營運)
- 《聖鬥士星矢Online》(2013年7月11日公測)(已停止營運)
- 《笑傲江湖Online》(2013年12月3日公測)
- 《誅仙EVO》(2014年4月16日公測)(已停止營運)
- 《神鬼幻想》(2014年5月8日公測)(已停止營運)
- 《降龍十八掌》(2014年9月10日公測)(已停止營運)
- 《決戰神魔》(2014年10月23日公測)(已停止營運)
- 《魔力寶貝》手機版（CROSS GATE）(2015年3月30日公測)(已停止營運)
- 《不敗戰神》(2015年4月28日公測)(2015年4月28日公測)(已停止營運)
- 《LINE TOUCH 舞力全開》(2015年7月14日公測)(已停止營運)
- 《UNISON聯盟》(2015年7月20日公測)(已轉由原廠營運)
- 《格鬥寶貝》(2015年9月24日公測)(已停止營運)
- 《射鵰英雄傳3D》手遊(2016年6月2日公測)
- 《倚天屠龍記》手機版(2016年6月27日公測)
- 《聖鬥士星矢3D》手遊(2016年9月21日公測)(已停止營運)
- 《誅仙手遊》(2016年12月6日公測)
- 《魔幻冒險》(2017年2月22日公測)(已停止營運)
- 《神鬼奇兵》(2017年7月19日公測)(已停止營運)
- 《FINAL FANTASY最終幻想：覺醒》(2017年8月2日公測)(已停止營運)
- 《ALAZ天翼之戰》(2018年4月25日公測)(已停止營運)
- 《王國5》(2018年5月15日公測)
- 《御神師》(2018年7月16日公測)(已停止營運)
- 《烈火如歌》(2018年9月13日公測)
- 《完美世界M》(2019年6月27日公測)
- 《新笑傲江湖M》(2020年3月26日公測)
- 《奈奧格之影》(搶先體驗中)
- 《勇氣之旅：EVO》(CB測試階段)
- 《女神异闻录：夜幕魅影》（2024年4月18日）

## 資料來源與外部連結
- 艾玩天地 （页面存档备份，存于）（繁體中文）
- 《夢幻誅仙》https://web.archive.org/web/20100509170844/http://www.mzonline.com.tw/
- 《神魔Online》https://web.archive.org/web/20140302095613/http://smonline.iwplay.com.tw/
- 《暗黑世界》https://web.archive.org/web/20131209173614/http://dwonline.iwplay.com.tw/
- 《無盡之夜》https://web.archive.org/web/20130605183449/http://dronline.iwan.com.tw/
- 《菩薩我朋友》https://web.archive.org/web/20141111004242/http://pzonline.iwplay.com.tw/
- 《火炬之光2》https://web.archive.org/web/20150215122602/http://torchlight2.iwplay.com.tw/
- 《黃金傳說Online》https://web.archive.org/web/20131209173614/http://dwonline.iwplay.com.tw/
- 《戰狼Online》 https://web.archive.org/web/20140302095613/http://smonline.iwplay.com.tw/
- 《神鬼2》https://web.archive.org/web/20140302092146/http://sg2online.iwplay.com.tw/
- 《聖鬥士星矢Online》https://web.archive.org/web/20140209044604/http://seiya.iwplay.com.tw/
- 《笑傲江湖Online》http://sssonline.iwplay.com.tw/ （页面存档备份，存于）
- 《誅仙EVO》https://web.archive.org/web/20150206051047/http://zxevoonline.iwplay.com.tw/
- 《神鬼幻想》https://web.archive.org/web/20170615153154/http://sgf.iwplay.com.tw/
- 《降龍十八掌》https://web.archive.org/web/20150321164348/http://kd18.iwplay.com.tw/
- 《決戰神魔》http://www.sm.iwplay.com.tw （页面存档备份，存于）
- 《ALAZ天翼之戰》https://web.archive.org/web/20180827075408/https://luthiel.iwplay.com.tw/website/default.html
- 《王國5》https://fk.iwplay.com.tw/website/index.html （页面存档备份，存于）
- 《御神師》https://web.archive.org/web/20180827075408/https://gdm.iwplay.com.tw/cover/index.html
- 《烈火如歌》https://lh.iwplay.com.tw/ （页面存档备份，存于）
- 《完美世界M》https://pwm.iwplay.com.tw/ （页面存档备份，存于）
- 《新笑傲江湖M》https://xxa.iwplay.com.tw/ （页面存档备份，存于）
- 《奈奧格之影》(粉絲專頁) https://www.facebook.com/iwplay.nagzy/ （页面存档备份，存于）
- 《勇氣之旅：EVO》https://wdcy.iwplay.com.tw/ （页面存档备份，存于）
- 《女神异闻录：夜幕魅影》https://www.p5x.com.tw/ （页面存档备份，存于）